# Sommerschafweide hinter der Halde
Die Sommerschafweide hinter der Halde ist ein vom Landratsamt Münsingen am 31. Mai 1955 durch Verordnung ausgewiesenes Landschaftsschutzgebiet auf dem Gebiet der Stadt Hayingen.

## Lage
Das 6,6 Hektar große Landschaftsschutzgebiet liegt etwa 1,5 km nordöstlich des Hayinger Stadtteils Ehestetten. Es gehört zum Naturraum Mittlere Kuppenalb. Das Gebiet ist Teil der Entwicklungszone des Biosphärengebiets Schwäbische Alb.

## Landschaftscharakter
Das Gebiet umfasst einige teils durch Sukzession, teils durch Aufforstung entstandene Waldbestände auf einer ehemaligen Schafweide. Im Westen des Gebiets befinden sich einige Dolinen.